# A Moon Shaped Pool
A Moon Shaped Pool é o nono álbum de estúdio da banda britânica de rock Radiohead, lançado em maio de 2016. Anunciado sob mistério do grupo, foi distribuído cinco anos após seu antecessor, The King of Limbs, e também produzido por Nigel Godrich.
Radiohead trabalhou em A Moon Shaped Pool interminavelmente após terminar a tour de 2012 de seu álbum anterior, The King of Limbs (2011). O álbum foi gravado na França com o produtor de longa data, Nigel Godrich. Contém várias canções escritas e interpretadas há alguns anos, como é o caso de "True Love Waits", interpretada pelo menos desde 1995; também temos "Burn the Witch" de 2000, e "Present Tense" de 2008. O álbum também conta com a presença da London Contemporary Orchestra com arranjo feito pelo multi-instrumentalista Jonny Greenwood. Desde seu lançamento, o álbum foi mundialmente aclamado.

## Contexto
Durante a turnê de The King of Limbs, a banda performou várias canções novas, incluindo "Identikit" e "Ful Stop". Durante a turnê, a banda gravou uma versão de "Identikit" e uma outra canção não identificada na gravadora da Third Man Records.
Após a turnê, a banda entrou em hiato e os membros trabalharam em seus projetos paralelos. Em 2013, Thom Yorke e Nigel Godrich lançaram um álbum, Amok, em conjunto com sua banda, Atoms for Peace; em 2014, Yorke e Philip Selway lançaram seus respectivos álbuns solo, Tomorrow's Modern Boxes e Weatherhouse. Jonny Greenwood compôs trilhas sonoras para filmes, incluindo o filme Inherent Vice, além de também ter performado com orquestras.
Radiohead e Godrich gravaram A Moon Shaped Pool no estúdio La Fabrique, perto de Saint-Rémy-de-Provence, na França. O estúdio, originalmente um moinho do século dezenove que produzia pigmento para pinturas, já foi usado por artistas anteriormente, como Morrissey e Nick Cave, além de manter a maior coleção de vinis do mundo. Em fevereiro de 2015, Selway falou ao Drowned in Sound que o Radiohead trabalhou de Setembro até o Natal de 2014, e que terminaria o trabalho em Março. No mesmo mês, Greenwood falou ao Pitchfork que a banda mudou seus métodos, "trabalhando com limites" e usando "tecnologias muito velhas e muito novas" ao mesmo tempo. Em Junho de 2015, Greenwood disse que a banda estava indo devagar para reganhar forças após o hiato; Selway deixou claro que a banda trabalhou "aos trancos e barrancos", mas que um "cronograma completo" iria começar em Setembro.
Em 2 de maio de 2016, a banda removeu todo conteúdo de suas contas digitais, e enviou pelo correio um panfleto aos fãs que já haviam comprado algo na W.A.S.T.E., a loja virtual da banda. O panfleto informava: "Sing The Song Of Sixpence That Goes Burn The Witch We Know Where You Live" (Cante a música de Sixpence que queimará a bruxa. Sabemos aonde você mora). No dia 3 de maio houve o lançamento do single Burn the Witch, e de Daydreaming logo depois.
O clipe de Daydreaming intrigou muitos fãs com uma extensa fala em efeito reverso de Thom Yorke. O efeito contrário revela a fala de Thom, "Half of my life", onde está muito forte a hipótese de haver uma ligação dessa mensagem com o fim de um casamento de 23 anos, quando se encontrava com 46 anos de idade.

Outro significante na hipótese dessa obra, é a quantidade de portas que Thom passa ao longo do clipe, 23 portas.

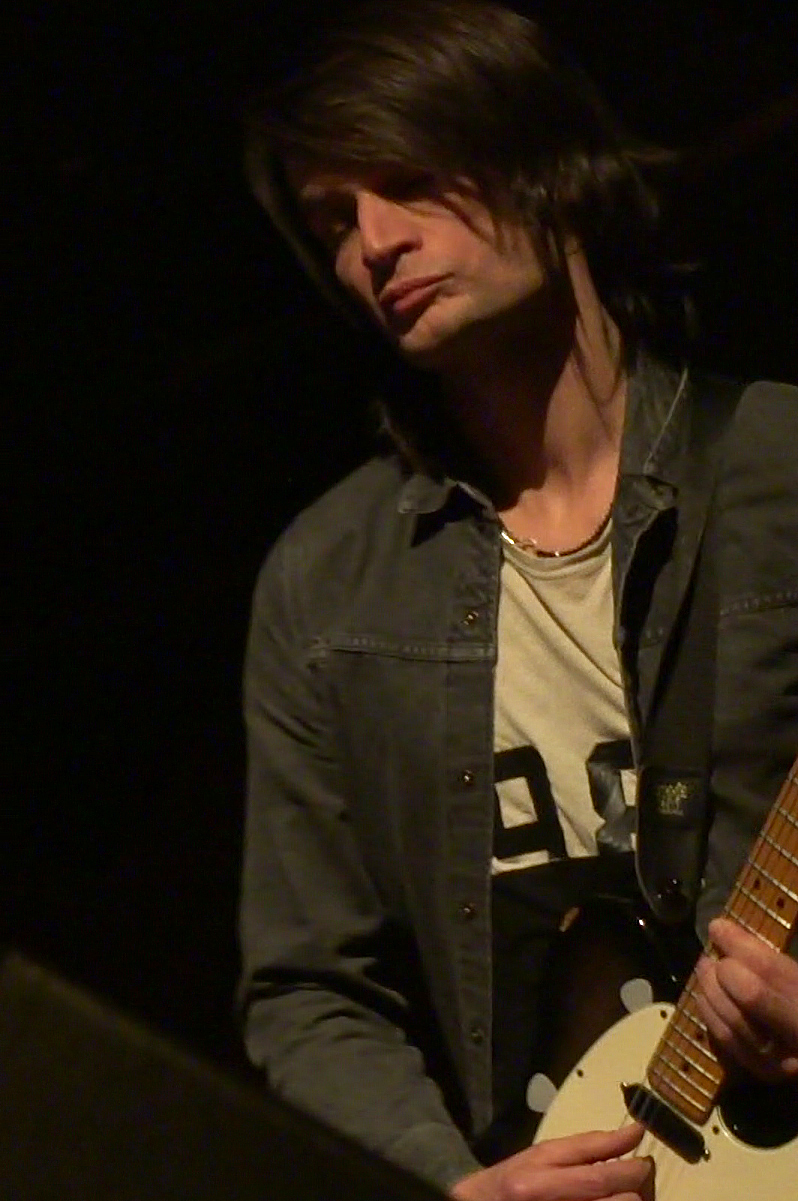
Jonny Greenwood performando em 2015 com a London Contemporary Orchestra, que aparece em A Moon Shaped Pool.

## Música e letras
A Moon Shaped Pool é um álbum de art rock.Ele retém os elementos eletrônicos da banda, como a bateria eletrônica e sintetizadores, mas de acordo com a Rolling Stone, os sobrepõem com "um abraço de belos timbres e melodias", fazendo o uso do violão, piano, e orquestras. O álbum abusa das seções de cordas e dos coros; de acordo com a Pitchfork, "enquanto orquestra não é nada novo na banda, A Moon Shaped Pool os traz para a dianteira, e os arranjos de Greenwood pesam ainda mais do que em qualquer outro álbum."
"Burn the Witch" apresenta o Col legno. "Daydreaming" apresenta um piano e vocais ao contrário que mais soam como "alguém tentando respirar". "Identikit" tem uma introdução meio jam, com "fragmentos" de vocais e guitarras, e termina num solo de guitarra "agitado". O Guardian sentiu que a seção de cordas, baixo e o ritmo Funk de "The Numbers" foram uma homenagem ao álbum Histoire De Melody Nelson de Serge Gainsbourg. "Present Tense" contém uma batida meio latina. "Tinker Tailor Soldier Sailor Rich Man Poor Man Beggar Man Thief" combina a seção de cordas de Greenwood com percussão eletrônica e um teclado distorcido. "True Love Waits" é performado em um piano, com um overdub adicional de pianos enquanto a música progride. As faixas são listadas em ordem alfabética.

## Artwork
A artwork para A Moon Shaped Pool foi criada por Stanley Donwood, que trabalha com a banda desde 1995. Donwood trabalhou em uma fazenda próxima ao estúdio, com caixas de som conectadas ao estúdio aonde a banda gravava, permitindo que a música viesse a influenciar a arte.

## Recepção
| Críticas profissionais | Críticas profissionais |
| Pontuações agregadas   | Pontuações agregadas   |
| Fonte                  | Avaliação              |
| ---------------------- | ---------------------- |
| Metacritic             | 88/100                 |
| Avaliações da crítica  |                        |
| Fonte                  | Avaliação              |
| AllMusic               | [ 22 ]                 |
| The Daily Telegraph    | [ 23 ]                 |
| Entertainment Weekly   | A                      |
| The Guardian           | [ 18 ]                 |
| The Independent        | [ 25 ]                 |
| NME                    | 4/5                    |
| Pitchfork Media        | 9.1/10                 |
| Rolling Stone          | [ 28 ]                 |
| Slant Magazine         | [ 29 ]                 |
| Spin                   | 9/10                   |

A Moon Shaped Pool tem uma pontuação de 88 em 100 no agregador de críticas Metacritic, com base em 34 críticas, indicando "aclamação universal." Patrick Ryan do USA Today escreveu que "a ninhada, sinfônica e pungente de A Moon Shaped Pool ... a espera valeu a pena." Chris Gerard do PopMatters sentiu que o álbum foi "digno do catálogo inigualável do Radiohead." Jamieson Cox da Verge elogiou os arranjos de cordas do álbum e sua "magnanimidade emocional". Andy Beta da Rolling Stone o descreveu como "uma assombração, triunfo impressionante" e "álbum mais lindo e desolado à data" do Radiohead, elogiando seus timbres e melodias.

## Faixas
| N.º            | Título                                                            | Duração |  |
| 1.             | "Burn the Witch"                                                  | 3:40    |  |
| 2.             | "Daydreaming"                                                     | 6:24    |  |
| 3.             | "Decks Dark"                                                      | 4:41    |  |
| 4.             | "Desert Island Disk"                                              | 3:44    |  |
| 5.             | "Ful Stop"                                                        | 6:07    |  |
| 6.             | "Glass Eyes"                                                      | 2:52    |  |
| 7.             | "Identikit"                                                       | 4:26    |  |
| 8.             | "The Numbers"                                                     | 5:45    |  |
| 9.             | "Present Tense"                                                   | 5:06    |  |
| 10.            | "Tinker Tailer Soldier Sailor Rich Man Poor Man Beggar Man Thief" | 5:03    |  |
| 11.            | "True Love Waits"                                                 | 4:43    |  |
| Duração total: | Duração total:                                                    | 52:31   |  |

## Integrantes
| Radiohead - Colin Greenwood - Jonny Greenwood - Ed O'Brien - Philip Selway - Thom Yorke | Integrantes adicionais - Nigel Godrich – produtor, engenheiro - Sam Petts-Davies - engenheiro - Maxime LeGuil - assistente do engenheiro - Stanley Donwood – artwork - Hugh Brunt – condutor - Clive Deamer – bateria adicional em "Ful Stop" - London Contemporary Orchestra and Choir – seção de cordas, coro - Bob Ludwig - masterização |

## Certificações
| Região      | Provedor | Certificação |
| ----------- | -------- | ------------ |
| Reino Unido | BPI      | Ouro         |

## Histórico de lançamentos
| Região  | Data                | Gravadora | Formato            | Nº de Catálogo    |
| ------- | ------------------- | --------- | ------------------ | ----------------- |
| Mundial | 8 de Maio de 2016   | XL        | Download streaming | XLDA790           |
| Mundial | 17 de Junho de 2016 | XL        | CD vinil           | XLCD790 / XLLP790 |